# Nível de preços
O nível geral de preços é uma medida hipotética diária de preços globais de um conjunto de bens e serviços (a cesta de consumo), em uma economia ou união monetária, durante um dado intervalo (geralmente um dia), normalizado em relação a um conjunto base. Normalmente, o nível geral de preços é aproximado com um índice de preços, via de regra, o IPC. O nível geral de preços pode mudar mais do que uma vez por dia durante uma hiperinflação.

## Fundamento teórico
A dicotomia clássica é a suposição de que há uma distinção relativamente estreita entre aumentos ou reduções gerais nos preços e as variáveis econômicas “nominais” subjacentes. Assim, se os preços aumentarem ou diminuírem, assume-se que esta alteração pode ser decomposta da seguinte forma:
Dado um conjunto {\displaystyle C} de bens e serviços, o valor total das transações em {\displaystyle C} no momento {\displaystyle t} é
{\displaystyle \sum _{c\,\in \,C}(p_{c,t}\cdot q_{c,t})=\sum _{c\,\in \,C}[(P_{t}\cdot p'_{c,t})\cdot q_{c,t}]=P_{t}\cdot \sum _{c\,\in \,C}(p'_{c,t}\cdot q_{c,t})}
onde:
{\displaystyle q_{c,t}\,} representa a quantidade de {\displaystyle c} no momento {\displaystyle t}
{\displaystyle p_{c,t}\,} representa o preço vigente de {\displaystyle c} no momento {\displaystyle t}
{\displaystyle p_{c,t}\,} representa o "real" preço de {\displaystyle c} no momento {\displaystyle t}
{\displaystyle P_{t}} é o nível de preço no momento {\displaystyle t}
O nível geral de preços é diferente de um índice de preços, na medida em que a existência do primeiro depende da dicotomia clássica, enquanto o segundo é simplesmente uma computação, e muitos deles serão possíveis independentemente de serem significativos.

## Significado
Se, de fato, um componente de nível geral de preços puder ser distinguido, seria possível medir a diferença nos preços gerais entre duas regiões ou intervalos. Por exemplo, a taxa de inflação pode ser medida como:
{\displaystyle {\frac {P_{t_{1}}-P_{t_{0}}}{t_{1}-t_{0}}}}
E assim, o crescimento econômico ou contração "real" pode ser diferenciado de uma mera alteração de preços pela deflação do PIB ou por alguma outra medida.
{\displaystyle {\frac {(GDP)_{t_{1}}}{P_{t_{1}}}}-{\frac {(GDP)_{t_{0}}}{P_{t_{0}}}}}